# The Wistful Widow of Wagon Gap
The Wistful Widow of Wagon Gap es una película de comedia del oeste de 1947 dirigida por Charles Barton y protagonizada por el equipo de comedia de Abbott y Costello. Fue lanzado el 8 de octubre y distribuido por Universal-International.

## Parcela
Accidentalmente, Lou mata a un hombre y la ley le ordena que debe cuidar de la esposa y los niños del muerto.

## Reparto
- Bud Abbott — Duke Egan
- Lou Costello — Chester Wooley
- Marjorie Main — Widow Hawkins
- Audrey Young — Juanita Hawkins
- George Cleveland — Judge Benbow
- Gordon Jones — Jake Frame
- William Ching — Jim Simpson
- Peter M. Thompson — Phil (como Pete Thompson)
- Bill Clauson — Matt Hawkins
- Billy O'Leary — Billy Hawkins
- Pamela Wells — Sarah Hawkins
- Jimmy Bates — Jefferson Hawkins
- Paul Dunn — Lincoln Hawkins
- Diane Florentine — Sally Hawkins
- Glenn Strange — Lefty
- Ethan Laidlaw — Cowboy (sin acreditar)